# Pahamunaya angolensis
Pahamunaya angolensis är en nattsländeart som beskrevs av G. Marlier 1965. Pahamunaya angolensis ingår i släktet Pahamunaya och familjen fångstnätnattsländor. Inga underarter finns listade i Catalogue of Life.